# Dicranota biloba
Dicranota (Rhaphidolabis) biloba là một loài ruồi trong họ Pediciidae. Loài này phân bố ở het Palearctisch en Oriëntaals gebied.